# Koncelebrace

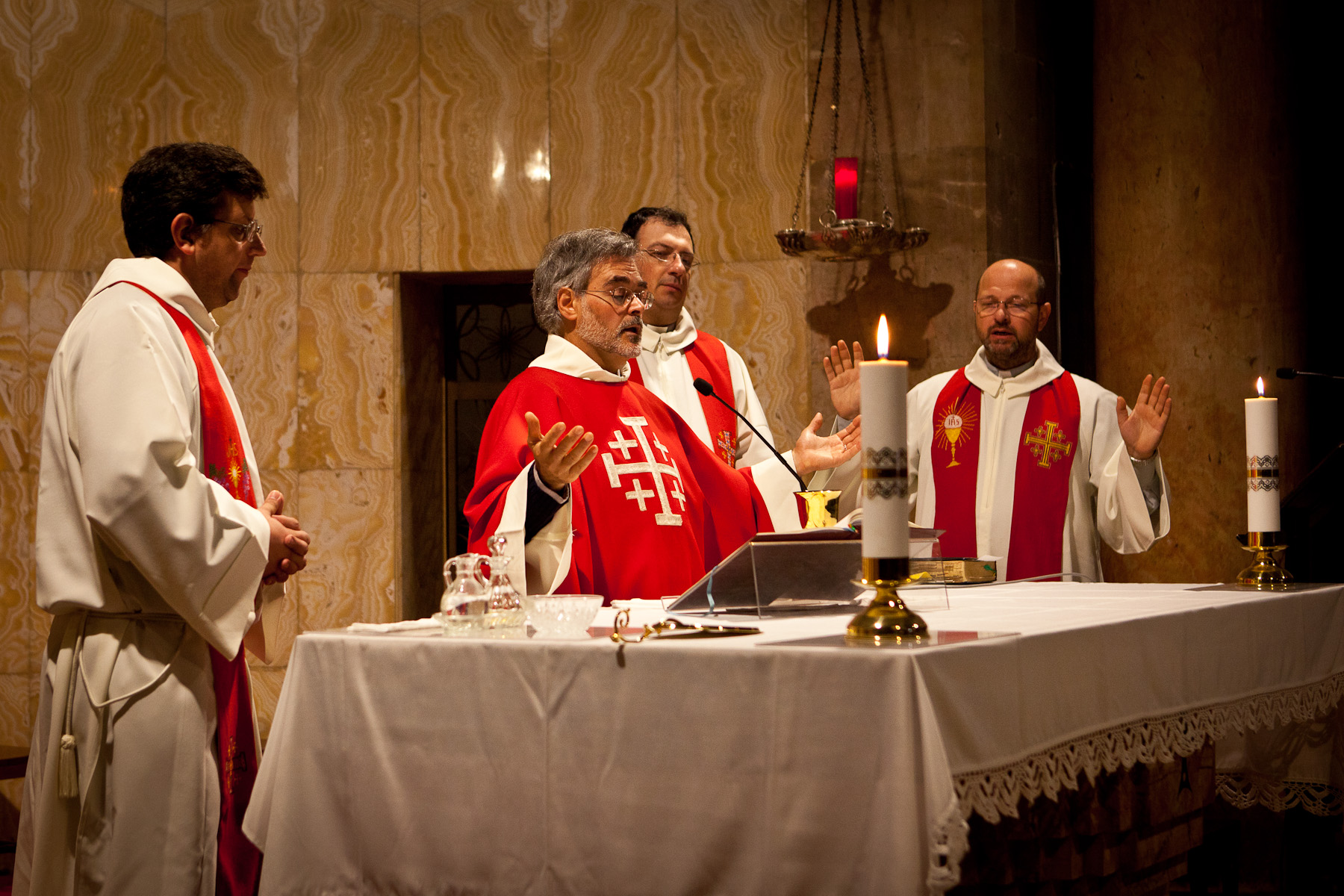
Koncelebrující kněží při mši svaté v Kostele všech národů

Koncelebrace (z latinského con „společně“ a celebrare „slavit“) označuje společné slavení liturgie hlavním celebrantem s dalšími celebranty.
V katolické církvi se koncelebrace vztahuje především na slavení mše svaté, svěcení svatých olejů a svěcení kněží a biskupů, zatímco v pravoslavné a starobylé pravoslavné církvi se vztahuje také na pomazání nemocných.
V širším smyslu lze koncelebraci chápat také jako aktivní, plnou a vědomou účast pokřtěného křesťana na liturgii církve. Slavení eucharistie je „úkonem celé (místní) církve (všech pokřtěných)“ (Angelus Häußling).
V následujícím textu se tento článek zabývá koncelebrací v užším, právně upraveném smyslu jako spoluprací několika kněží a biskupů při liturgické slavnosti vedené hlavním celebrantem.

## Historie
Koncelebrace je jednou z nejstarších tradic bohoslužby ve všech východních i západních katolických církvích. V prvních třech stoletích slavil večeři Páně biskup, obklopený svým presbyteriem, jáhny a shromážděním, jako výraz jednoty církve. Během této doby se postupně začalo rozlišovat mezi různými službami církevních služebníků. Termín „koncelebrace“ (latinsky concelebrare, starořecky συλλιτουργεῖν sylliturgein) pro společné slavení mše dvěma nebo více biskupy a společné slavení kněží s jejich biskupem je na Východě doložen od 4. století a na Západě od raného středověku.
Ne každá koncelebrace byla „mluvenou“ koncelebrací, při níž se koncelebranti připojili k modlitbě. V Traditio Apostolica, církevním předpisu ze 3. století, který někteří badatelé připisují Hippolytovi Římskému, je vyobrazena forma mešní celebrace, při níž hlavní celebrant biskup pronášel eucharistickou modlitbu a kněží spolu s biskupem vztáhli ruce nad dary chleba a vína, a tak se svými gesty připojili ke slavení. Při koncelebraci s papežem v Římě se připojili pouze kardinálové kněží, ostatní koncelebranti vztáhli ruce k darům. Pro koncelebraci stačila přiměřená účast na společném slavení; kněží nosili ornát, jejich místo bylo v kněžišti, přijímali svaté přijímání, odpovídali hlavnímu celebrantovi, připojovali se k některým modlitbám a pronášeli kolektu. Prameny pocházející ze středověku uvádějí účast jáhnů a laiků na mši svaté také jako celebraci.
Poprvé od počátku středověku v 7./8. století se v západní liturgii objevila forma koncelebrace, při níž se koncelebranti připojili ke společné modlitbě. Tato praxe je od 10. století doložena také ve východních pramenech. Počet jednotlivých koncelebrací však na Západě od raného středověku rostl, protože se zvyšoval počet pastoračních úřadů s jedním knězem a na druhé straně prudce rostl počet obdarovaných oltářů v kostelech a příležitostí k soukromým mším ke cti svatých nebo na památku zesnulých. V Římě i jinde se tak společná mše duchovních a lidu místní farnosti sloužila jen ve zvláštní dny.
Slavnostní koncelebrace vypadla v západní církvi z praxe od vrcholného středověku; zachovala se jako mluvená koncelebrace při svěcení biskupů (doložena od 11. století) a při svěcení kněží ve smyslu prvního výkonu služby spolu s biskupem (od 13. století) a byla v pontifikálu stanovena až do II. vatikánského koncilu. Ve východních církvích se různé formy koncelebrace používají až do současnosti.
Ke konci 19. století se individuální slavení stalo jediným způsobem, jak se kněží mohli účastnit mše svaté; koncelebrace na Zelený čtvrtek a na synodách byly vzácnými výjimkami. Za tím stál asketický a duchovní ideál každodenního slavení mše svaté jako vzor chování a nepsaná norma, k níž se mnozí kněží cítili mentálně vázáni. V Codexu Iuris Canonici z roku 1917 byla koncelebrace několika kněží omezena na slavení mše svaté při kněžském a biskupském svěcení; při jiných příležitostech nebyla povolena. Od Zeleného čtvrtka do Bílé soboty byly soukromé mše zakázány, kněží se účastnili veřejných bohoslužeb s obcemi a přijímali; Josef Andreas Jungmann SJ v tom rozpoznává „pravé pozůstatky staré křesťanské koncelebrace“. V některých klášterech se to praktikovalo i o některých svátcích ve středověku. Svatý František z Assisi vyslovil přání, aby se v klášterech sloužila jen jedna mše denně a aby se kněží spokojili s účastí na mši sloužené někým jiným.
Liturgický výzkum od konce 19. století připomíná, že společné slavení mše bylo v prvotní církvi běžnou formou slavení a ve východních církvích je tomu tak stále. Zároveň liturgické hnutí na počátku 20. století zvýšilo povědomí o eucharistii jako úkonu celé církve. Papež Pius XII. to přijal za své a ve své encyklice Mediator Dei z roku 1947 napsal: „Obřady a modlitby eucharistické oběti neméně jasně vyjadřují, že oběť přinášejí kněží spolu s lidem.“ Kněží stále více vnímali jako rozpor zdvojení důstojného soukromého slavení a společného slavení mše svaté, například při konventních mších v klášterech nebo při velkých slavnostech, jako jsou poutě nebo Katolické dny s velkým počtem individuálních slavení vedle eucharistických slavností s mnoha věřícími.
Druhý vatikánský koncil ve své liturgické konstituci Sacrosanctum Concilium z roku 1963 zvláště zdůraznil hodnotu koncelebrace pro „jednotu kněžství“, která se projevuje zejména v koncelebraci. Rozšířil počet příležitostí a požádal o vypracování nového koncelebrovaného obřadu, který byl realizován dekretem Ecclesiae semper ze 7. března 1965 a v podstatě převzat do Missale Romanum obnoveného papežem Pavlem VI. v roce 1970.

## Teologické akcenty
Teologie liturgie vidí vlastní důvod koncelebrace v zobrazení jednoty Kristovy oběti, presbyteria a celého shromáždění. Liturgické teologické bádání rozlišuje dvě hlavní linie v chápání koncelebrace.

### Platná koncelebrace
V rámci svátostné a eucharistické nauky se scholastická teologie zaměřila na transsubstanciaci, eucharistickou reálnou přítomnost a moment konsekrace, jak se od středověku staly rozhodujícími pro katolickou liturgii, že pouze biskup nebo kněz, který (spolu)pronáší slova konsekrace, jež podle scholastické nauky proměňují hmotu chleba a vína v podstatu Kristova těla, a tím tvoří svátost eucharistie s reálnou přítomností Ježíše Krista, jedná svátostně in persona Christi. V době středověkých scholastických teologů byla mluvená koncelebrace jedinou známou formou.
V tomto pojetí jsou zvláště důležité podmínky platnosti svátostných úkonů při mši svaté; výkon kněžské autority je v podstatě vázán na výslovné vykonání „forma sacramenti“, vnějšího znamení svátosti eucharistie, a to spočívá ve vyslovení slov konsekrace jako slov Kristových nad materií chleba a vína, což je považováno za podstatu eucharistické slavnosti. Někteří autoři proto rozlišují mezi svátostnou (sakramentální) a (pouze) obřadní koncelebrací (Jean Michel Hanssens) nebo mezi concelebratio plena a concelebratio minus plena; terminologie není jednotná. Tento postoj určují mimo jiné názory papežů až po Pia XII. a Svatého oficia.
Pronesení konsekračních slov všemi koncelebranty je povinné i v dnes platné liturgii. Z liturgicko-teologického hlediska je toto soustředění podstaty mše svaté na (společné) pronesení konsekračních slov kritizováno jako „vnitřní liturgický, dokonce vnitřní svátostný klerikalismus“; „prohloubený pohled na eucharistii jako na slavení celé církve“ inspirovaný II. vatikánským koncilem se dosud nepodařilo realizovat (Angelus A. Häußling).

### Eucharistie jako slavnost celé církve, kněžská kolegialita
Zejména od Druhého vatikánského koncilu teologové zdůrazňují aktivní a komunitní povahu eucharistické slavnosti. Kněžskou službu také silněji vnímají z hlediska kolegiality a zdůrazňují konsekrační funkci celé eucharistické modlitby, nejen konsekračních slov. Vycházejí z liturgie prvotní církve a textů církevních otců.
Papež Pavel VI. napsal ve svém dekretu Ecclesiae semper, v němž reorganizoval koncelebraci:
„Každá mše ... je ještě více než všechny ostatní liturgické úkony úkonem celého Božího lidu, který je hierarchicky uspořádán a jedná. Tento trojí význam, který má každá mše svatá, je zvláště patrný v obřadu, kdy několik kněží koncelebruje tutéž mši. Při tomto typu slavení mše totiž několik kněží jedná současně jednou vůlí a jedním hlasem na základě téhož kněžství a v osobě Velekněze. Při jediném svátostném úkonu vykonávají a přinášejí jedinou oběť současně; zároveň se na ní podílejí. Proto se při slavení takové oběti, na níž se věřící podílejí vědomě, aktivně a způsobem vlastním danému společenství, zvláště pod předsednictvím biskupa, církev vynikajícím způsobem zviditelňuje v jednotě oběti a kněžství, v jednom díkůvzdání, kolem jednoho oltáře s přisluhujícími a svatým lidem.“
– Ecclesiae semper, Úvod (7. března 1965)
Liturgik Hans Bernhard Meyer poukazuje na to, že věřící, kteří s nimi slaví, mají také podíl na svátostné službě spásy, a hovoří o „spoluslavení na základě křtu“ na rozdíl od „spoluslavení na základě zvláštní služby“ biskupů a kněží. Specifickou službou biskupa a kněze je služba vedení shromáždění, v níž zastupuje místo Krista, a tak posvěcuje shromáždění a oslavuje Boha. Koncelebranti vykonávají tuto službu posvěcování shromáždění a oslavování Boha kolegiálně spolu s hlavním celebrantem. Celé shromáždění se však aktivně a svým způsobem podílí na svátostném znamení eucharistie hierarchicky strukturovaným, ale přesto spásonosným způsobem, takže svátostnost mešní oběti nelze redukovat na oprávnění platně vykonávat izolované úkony posvěcení. Podle Meyera existovaly v dějinách církve různé formy vyjádření, které představovaly „jednotu shromáždění, jeho slavení, jeho služby a bohoslužby v uspořádané rozmanitosti struktury eucharistického dění“, a tak mohou existovat i dnes. Tomuto účelu musí sloužit právní podmínky platnosti a povolení liturgických slavení.
Meyer zdůrazňuje, že velkou výhodou koncelebrace po liturgické reformě bylo, že „bylo odbouráno jednostranné, soukromé a individualistické chápání mše a pohled na eucharistii se zúžil na požadavky platnosti ...“. a byl překonán pohled na eucharistii zúžený na ,mešní plody (fructus missae)ʻ“. Koncelebrace se stala běžným pravidlem, zatímco slavení mše bez shromáždění bylo prohlášeno za výjimku, která musí být v každém případě zvlášť odůvodněna; „doba mší sloužených odděleně od shromáždění u postranních oltářů“ skončila.

## Současný postup
Od II. vatikánského koncilu církev v liturgických ustanoveních výslovně předepisuje koncelebraci při slavení mše svaté při svěcení křižma a slavení Poslední večeře na Zelený čtvrtek, při požehnání opata a při koncilech, biskupských shromážděních a synodách, kromě příležitostí biskupského a kněžského svěcení, které byly obvyklé již před liturgickou reformou. Dále výslovně doporučuje koncelebraci při některých formách mše svaté, jako je konventní mše svatá řeholního společenství nebo kanovníků, při slavení mše svaté na shromážděních kněží a při hlavní mši svaté v kostelech, v nichž není z pastoračních důvodů nutná individuální celebrace přítomných kněží.
Pokud je na farní mši přítomen biskup, měl by sám slavit eucharistii a kněží by měli koncelebrovat. Koncelebrace se nedělá proto, aby vnější slavení bylo okázalejší, ale aby se zdůraznilo tajemství církve, které je „svátostí jednoty“.
Kněží mohou nadále celebrovat samostatně, ale ne současně v témže kostele při koncelebraci a ne na Zelený čtvrtek.
Koncelebranti mají na sobě liturgický oděv a musí začít slavit společně. Hlavní celebrant má na sobě vždy ornát (při mši svaté) nebo chórové roucho (při jiných liturgických obřadech), koncelebranti se mohou účastnit s ornátem nebo pouze s albou a štolou, například v případě většího počtu koncelebrantů. Jednotlivé služby jsou rozděleny mezi koncelebranty, přičemž hlavní celebrant má přednost. Preface eucharistické modlitby při mši svaté přednáší vždy hlavní celebrant. Koncelebranti se modlí nebo zpívají slova ustanovení tiše a recitují různé části eucharistické modlitby nahlas. Koncelebrant může také číst evangelium, pokud není přítomen jáhen, nebo kázat. Každý koncelebrant může přijmout mešní stipendium.
Slavnostní mše svatá sloužená v koncelebraci se zpěvem a účastí shromáždění odpovídá dřívější misse solemnis. Zejména je nyní vyloučena příležitostná praxe, kdy při misse solemnis zastávali roli jáhna a podjáhna dva kněží v dalmatice a tunicele.